# 넬리
넬리(Nelly, 1974년 11월 2일 ~ )는 미국의 래퍼, 배우다.

## 데뷔
그는 University City로 이사와 힙합크루 'St.Luatics'에 영입된다. 영입된 후 그들은 1996년 싱글앨범 "Gimme What You Got"을 발매한다.

## 음반 목록

### NellyVille
그는 2000년 첫 솔로앨범 'Country Grammer'을 발매한다. 그 후 2002년 'Nellyville'를 발매한다.
'Hot In Herre'는 힙합잡지 The Source지에서 마이크 5개를 받고, 35위를 했으며, 빌보드 차트에서도 상위권에 들었다. 두 번째 싱글인 'Dillemma'는 Destiny's Child의 백보컬 켈리 롤런드가 참여했다. 이 밖에도 저스틴 팀버레이크, 루다크리스, 'St Lunatics' 등의 참여로 2003년 그래미어워드 베스트 합/알엔비 상을 받았다. 2004년 영화 나쁜 녀석들 II의 OST "Shake Ya Tailfeather"를 퍼프 대디와 'St lunatics'의 멤버 '머피 리'와 함께 참여했다.

### Sweat/Suit
2004년에 발매한 'Sweat/Suit'는 알엔비,힙합을 레코딩한 2CD이며, 패럴, 맙딥, 팻 조, 'St Lunatics', 메이스, 스눕 독, T.I. 등이 참여했다. 2005년 Notorious B.I.G에 앨범 수록곡 중 하나인 'Nasty Girl'를 퍼프 대디, Jagged Edge, Avery Storm과 함께 참여했으며, 2006년에는 자넷 잭슨의 'Call On Me'에도 참여했다.

### Brass Knuckles
넬리의 네 번째 정규앨범 'Brass Knuckles'는 에이콘, 시에라, 저메인 듀프리, 릭 로스, 스눕 독, 네이트 독, 퍼기, 아샨티 등이 참여했다. 'Party Peaple'과 'Stepped On My J'z,'Body On Me' 을 싱글앨범으로 발매했다.

### 5.0
2010년 그는 다섯번째 정규앨범 5.0을 발표한다. 'Just A Dream', 'Gone'등이 수록되어 있으며, 켈리 롤런드, 크리스 브라운, 티-페인, T.I., 에이콘 등이 참여했다.

## 그 외
일부에서는 넬리와 에미넴이 서로 대립 관계라고 나와있는데, 2000년대 초 언론에서 둘을 많이 비교한 것은 사실이지만, 대립 관계라는 것은 사실이 아니다.

## 음반 목록
정규 앨범
- Country Grammar (2000)
- Nellyville (2002)
- Sweat (2004)
- Suit (2004)
- Brass Knuckles (2008)
- 5.0 (2010)
- M.O. (2013)

믹스테잎
- 3000 & 9 Shit (2009) (with Ocean's 7)
- O.E.MO (2011)
- Scorpio Season (2012)

콜라보레이션 앨범
- Free City (2001) (with St. Lunatics)
- Who's the Boss (2006) (with St. Lunatics)
- City Free (TBA) (with St. Lunatics)